# Khūrq
Khūrq (persiska: خورق) är en ort i Iran.   Den ligger i provinsen Khorasan, i den nordöstra delen av landet, 700 km öster om huvudstaden Teheran. Khūrq ligger 1 235 meter över havet och antalet invånare är 145.
Terrängen runt Khūrq är platt söderut, men norrut är den kuperad.Runt Khūrq är det ganska glesbefolkat, med 25 invånare per kvadratkilometer. Närmaste större samhälle är Torbat-e Ḩeydarīyeh, 8,8 km nordost om Khūrq. Omgivningarna runt Khūrq är i huvudsak ett öppet busklandskap.